# تد لاوی
تد لاوی (انگلیسی: Ted Lavie؛ زادهٔ ۱۹ مارس ۱۹۸۶) بازیکن فوتبال اهل فرانسه است.
از باشگاه‌هایی که در آن بازی کرده‌است می‌توان به باشگاه فوتبال آنژه، باشگاه فوتبال الکوکب المراکشی، باشگاه فوتبال کن، و باشگاه فوتبال بوردو اشاره کرد.
وی همچنین در تیم‌های ملی فوتبال بازی کرده‌است.